# Badly Drawn Boy
Damon Gough, conhecido como Badly Drawn Boy, (Lancashire, 2 de outubro de 1969) é um cantor e compositor britânico de indie rock e pop folk. Foi premiado com um Mercury Prize em 2000 por seu álbum de estreia, The Hour of Bewilderbeast.